# 7097 Yatsuka
7097 Yatsuka (1993 TF) là một tiểu hành tinh vành đai chính được phát hiện ngày 8 tháng 10 năm 1993 bởi H. Abe và S. Miyasaka ở Yatsuka.